# Estación de Cuautla
Cuautla fue una estación de trenes que se encuentra en Cuautla, Morelos. Actualmente la estación es el Museo Vivencial Ferrocarril 279.

## Historia
La estación perteneció al Ferrocarril de Morelos, la más antigua de las compañías del Ferrocarril Interoceánico. El servicio público entre México y Ciudad Morelos (hoy Cuautla) se inauguró el 18 de junio de 1881, fecha en la cual también se inauguró esta estación que se instaló en una antigua edificación reutilizada de diferentes maneras a lo largo de la historia de México. 
En 1640, se inició la construcción del Convento de San José que posteriormente, ampliado y modificado, fue convertido en el Convento de San Diego. Durante la Independencia, en 1812, José María Morelos, sus oficiales y el pueblo de Cuautla defendieron el edificio tras los ataques de las fuerzas realistas. El Convento de San Diego se utilizó como cuartel y hospital. Después de la guerra de Reforma, abandonada, la antigua edificación fue techada y puesta en servicio del Ferrocarril de Morelos, la nave central se utilizó como bodega y en los claustros se instalaron los servicios de taquilla, sala de espera y hotel. En mayo de 1911, el General Emiliano Zapata tomó el poblado y la estación de Cuautla. En el mes de agosto, en esta estación, Zapata recibió al presidente de la República Francisco I. Madero.